# Sartăș, Alba

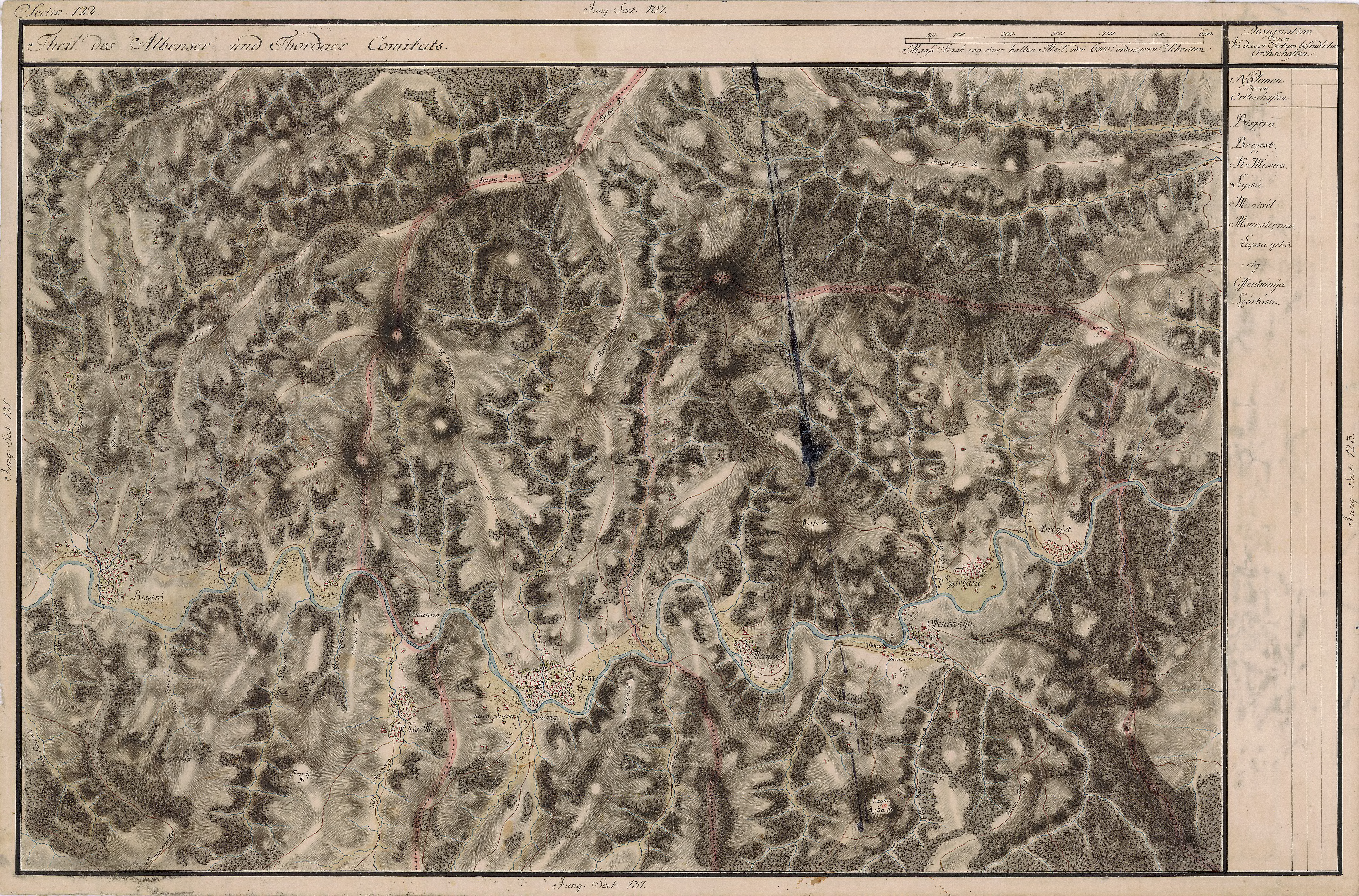
Sartăş (Szártasu) pe Harta Iosefină a Transilvaniei,
1769-1773 (Sectio 122)

Sartăș este un sat ce aparține orașului Baia de Arieș din județul Alba, Transilvania, România.

## Istoric
Pe Harta Iosefină a Transilvaniei din 1769-1773 (Sectio 122), localitatea apare sub numele de „Szártasu”.

## Lăcașuri de cult
- *Biserica de lemn “Pogorârea Sf. Spirit” (din secolul al XVIII-lea) este înscrisă pe lista monumentelor istorice din județul Alba[1], elaborată de Ministerul Culturii și Patrimoniului Național din România în anul 2010.

## Obiectiv memorial
Monumentul Eroilor Români din Al Doilea Război Mondial. Monumentul este amplasat în cimitirul ortodox, fiind ridicat în memoria eroilor români din Al Doilea Război Mondial. Troița a fost înălțată în a doua jumătate a secolului al XIX-lea și restaurată după Primul Război Mondial. Aceasta are o înălțime de 1,8 m, fiind realizată din beton, piatră și lemn, iar acoperișul este din tablă. Este înscrisă pe lista monumentelor istorice din județul Alba.

## Transporturi
Haltă de cale ferată a Mocăniței (în prezent inactivă).

## Personalități
- Vasile Pleșa (1876 - 1938), deputat în Marea Adunare Națională de la Alba Iulia 1918
- Benedict Vesa (n. 1984), episcop-vicar al Arhiepiscopiei Vadului, Feleacului și Clujului

## Imagini

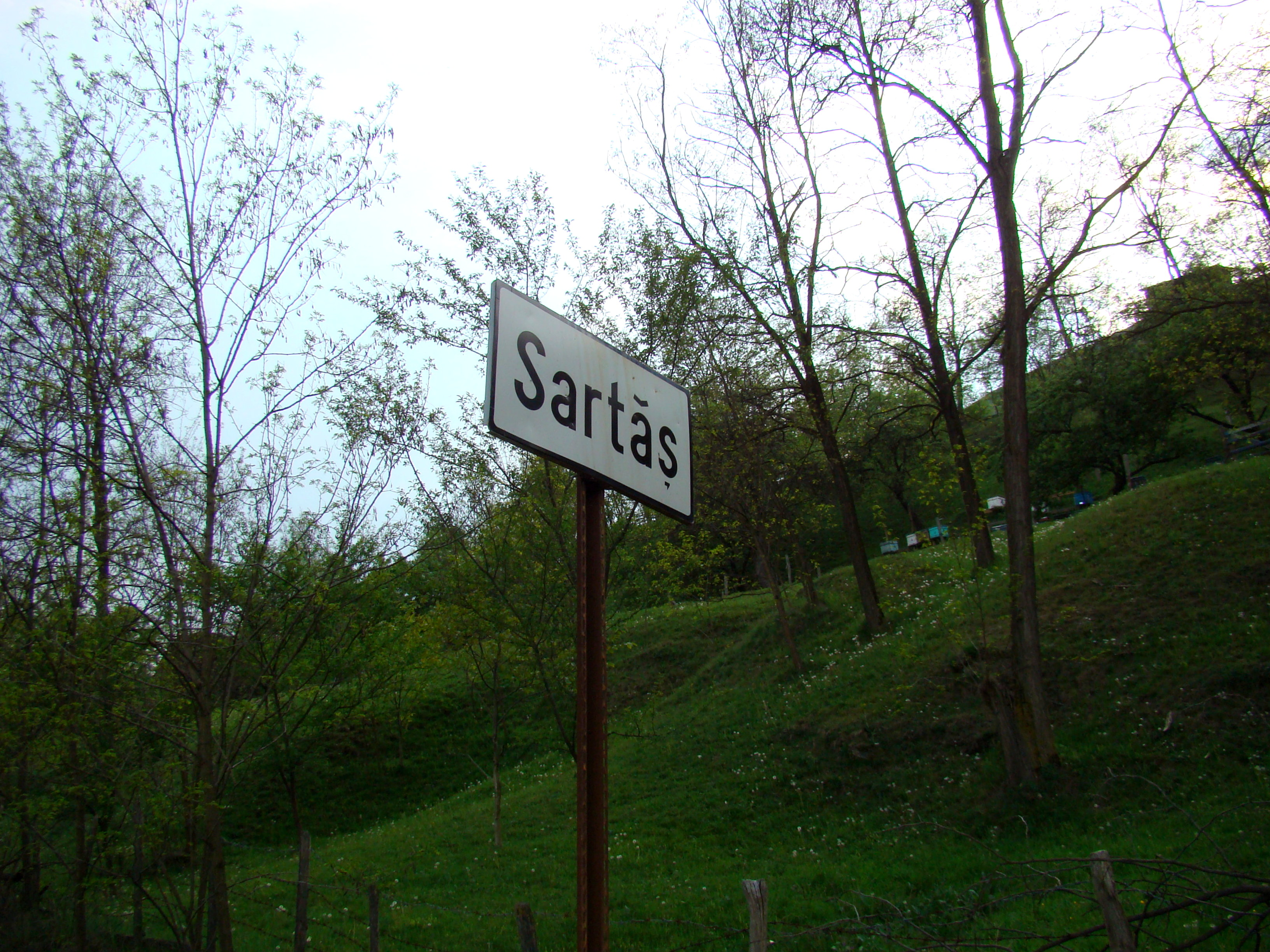
Intrarea în localitate
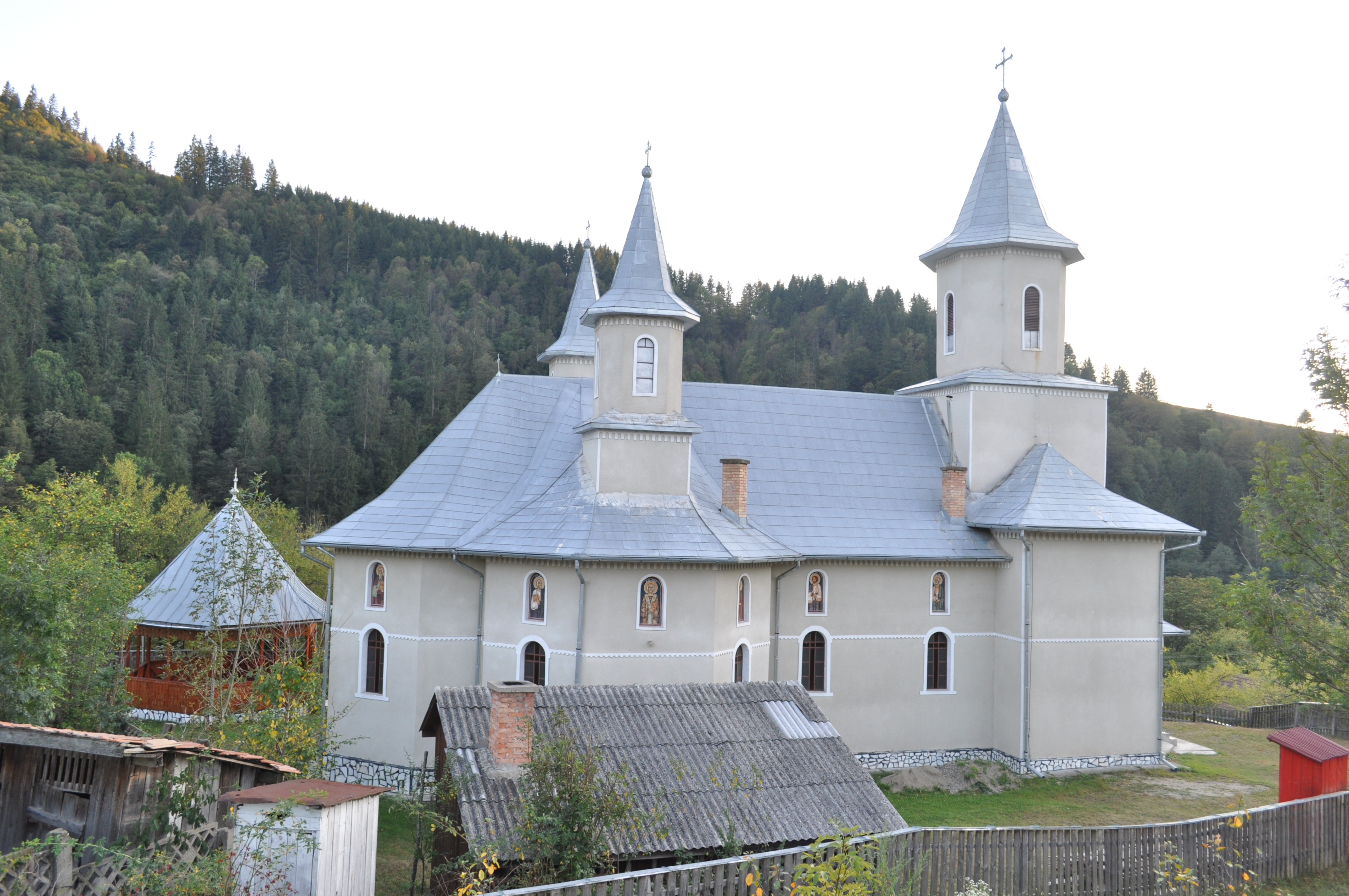
Biserica nouă cu hramul „Pogorârea Sfântului Duh” (2005)
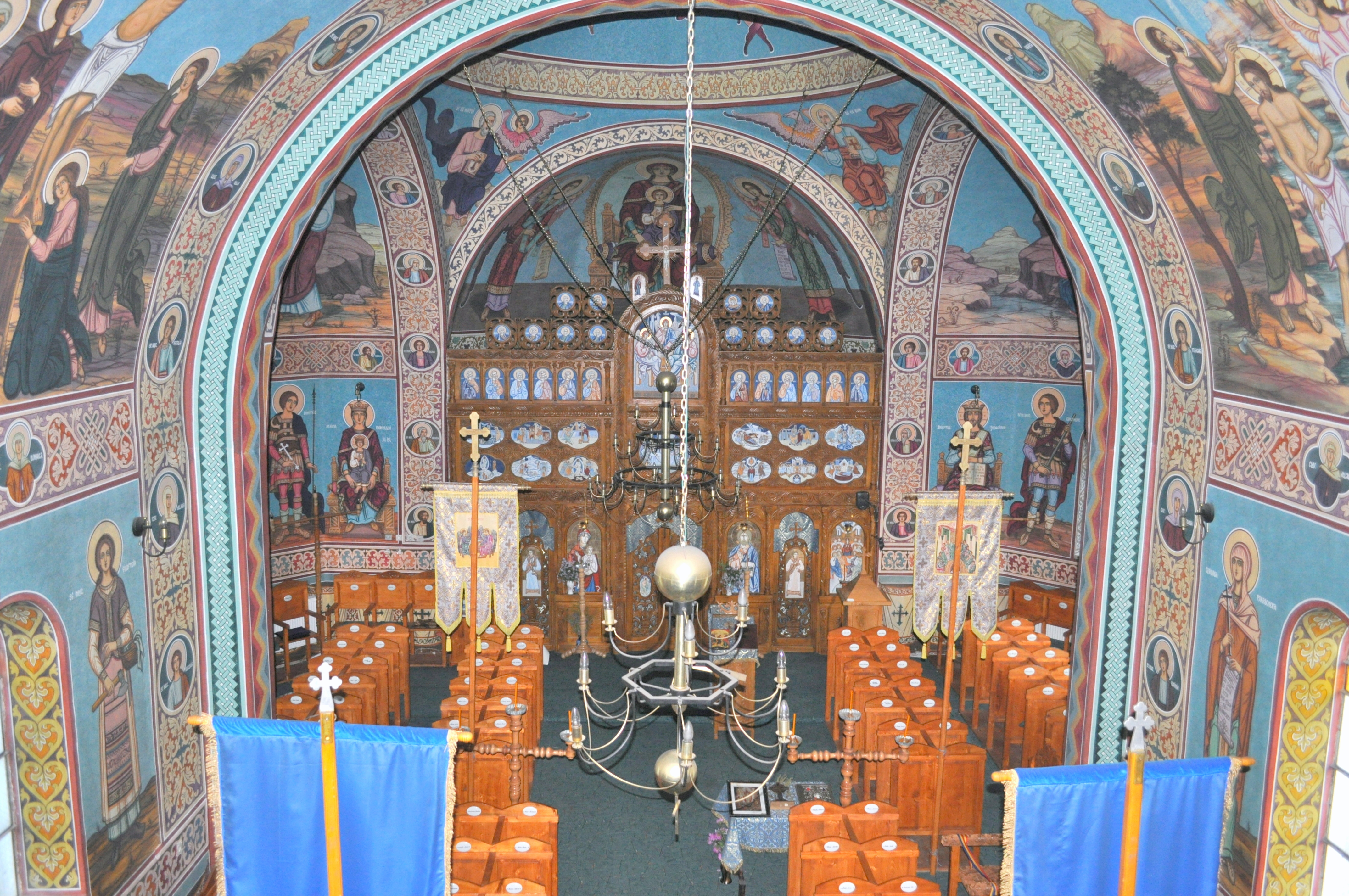
Biserica nouă cu hramul „Pogorârea Sfântului Duh” (2005)
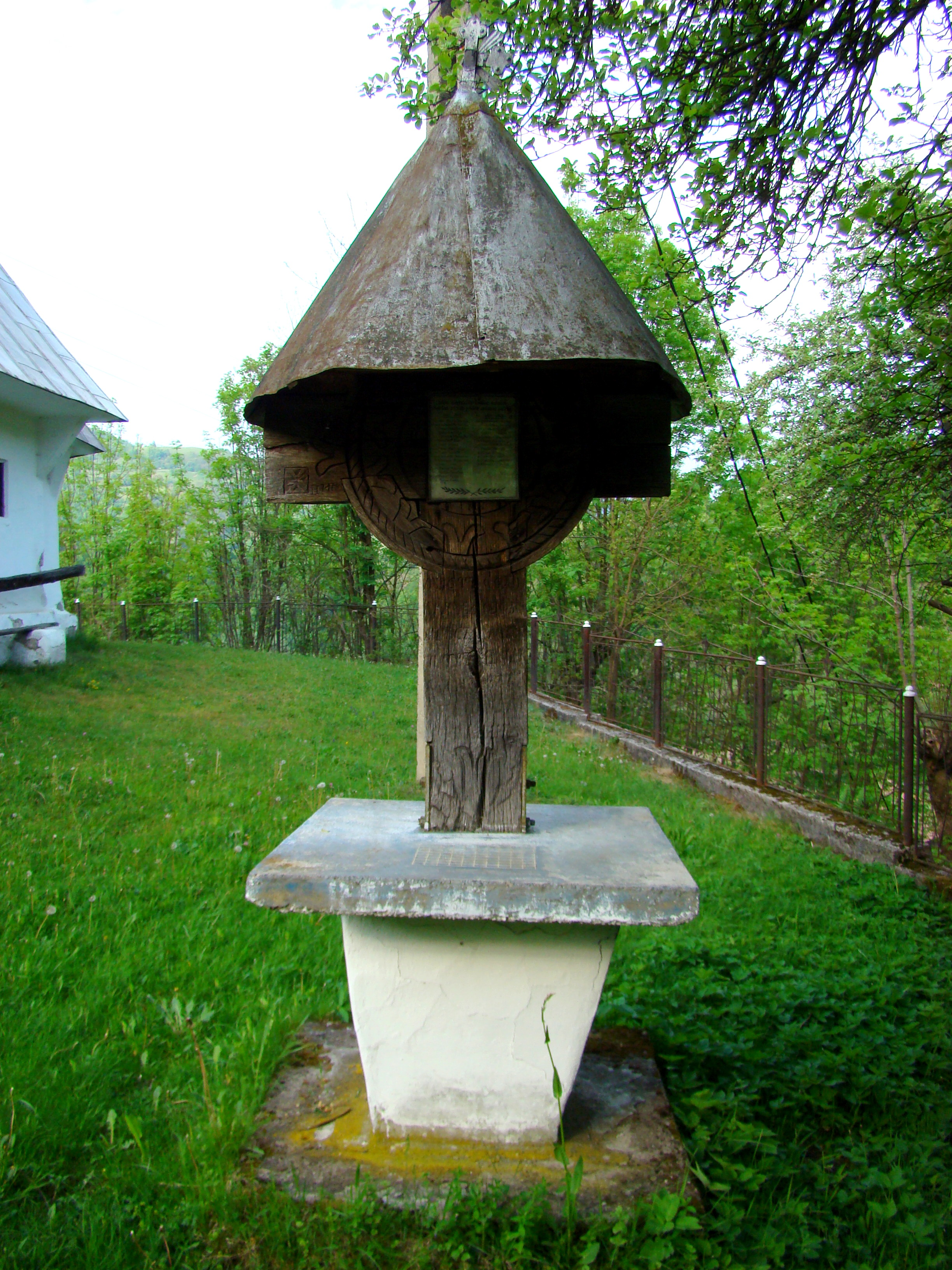
Troița din Sartăș (monument istoric)
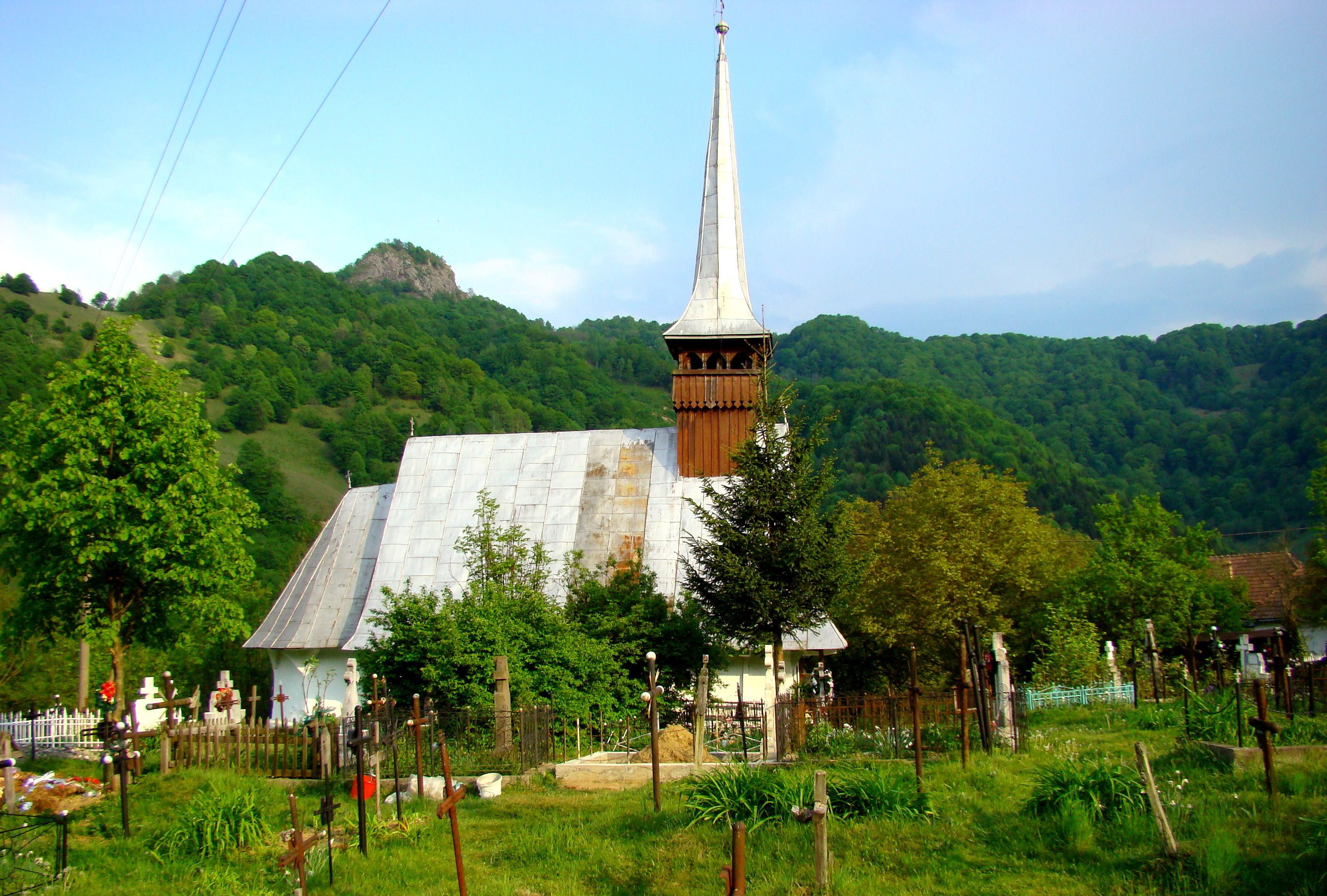
Biserica de lemn (monument istoric)
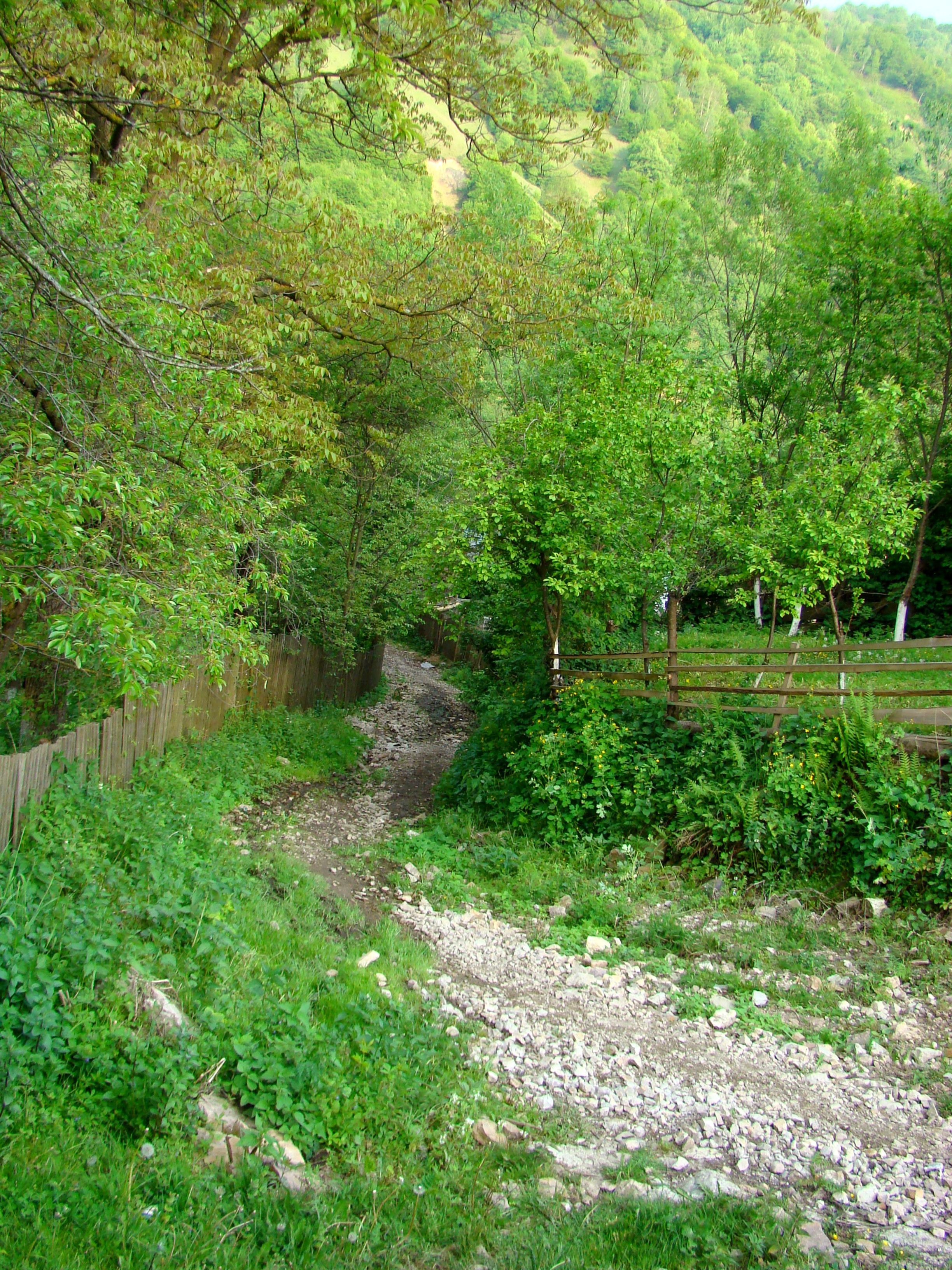

## Personalități
- Vasile Pleșa (1867 - 1938), deputat în Marea Adunare Națională de la Alba Iulia 1918